# Jürgen Lüthje
Jürgen Lüthje (* 30. September 1941 in Dievenow) ist ein deutscher Jurist und ehemaliger Präsident der Universität Hamburg.

## Leben
Der Sohn eines Strafvollzugsbeamten wuchs in Schleswig-Holstein und später in Remscheid auf. Nach dem Abitur am dortigen Röntgen-Gymnasium studierte Lüthje Rechtswissenschaften an der FU Berlin und an der Universität Bonn. Nach den juristischen Staatsprüfungen in Köln (1967) und Düsseldorf (1973) wurde er an der Universität Bremen zum Dr. jur. promoviert. Weitere Stationen:
- 1968–1973 wissenschaftlicher Mitarbeiter der Universität Bochum, 1972 Justiziar der Universität
- Rechtsreferent der Bundesassistentenkonferenz, verfassungsrechtliche Gutachten zur Mitbestimmung und zum Numerus clausus an Universitäten
- 1973–1991 Kanzler der neu gegründeten Universität Oldenburg
- 1991–2006 Präsident der Universität Hamburg als Nachfolger von Peter Fischer-Appelt; 1996 und 2004 wiedergewählt

Als Präsident intensivierte er die Zusammenarbeit der Universität mit Wirtschaftsverbänden sowie kulturellen und wissenschaftlichen Einrichtungen der Stadt. 1996 ließ er erstmals in Deutschland die Universität von einer externen Beratungskommission begutachten und entwickelte anschließend im Rahmen eines von der Volkswagenstiftung geförderten Programms das „Projekt Universitätsentwicklung“, das die Selbstverwaltungs- und Verwaltungsstruktur der Universität Hamburg umfassend reformierte und die Fachbereiche stärkte. Während seiner Amtszeit stieg die Zahl der Sonderforschungsbereiche von drei auf sieben und die der Graduiertenkollegs von sechs auf zwölf, während gleichzeitig der Etat der Universität ab 1995 jährlich um drei Prozent gekürzt wurde und die Universität gezwungen war jede zweite freie Stelle zu streichen.
Nach Erreichen der Altersgrenze schied Lüthje am 30. September 2006 aus seinem Amt aus; zu seiner Nachfolgerin wurde die Physikerin Monika Auweter-Kurtz berufen.
Lüthje ist Mitglied der Gewerkschaft Erziehung und Wissenschaft sowie der SPD.

## Schriften (Auswahl)
- mit Holger Asche und Erich Schott: Der numerus clausus oder Wer darf studieren? (1973)
- Entwicklung und Profil der Universität Oldenburg (1984)
- Mitautor Hochschulrahmengesetz-Kommentar (Hrsg.: Erhard Denninger, 1984)
- Qualitätsentwicklung in einem differenzierten Hochschulsystem (1996)
- Reformuniversität, Leistungsfähigkeit durch Eigenverantwortung (2000)
- mit Sigrun Nickel: Universitätsentwicklung. Strategien – Erfahrungen – Reflexionen (2003)

## Auszeichnungen
- Ehrendoktor der Bar-Ilan-Universität in Ramat Gan, Israel (1996)
- Associate Member von Clare Hall, Universität Cambridge (2003)